# 心叶野荞麦
心叶野荞麦（学名：Fagopyrum gilesii），为蓼科荞麦属下的一个植物种。